# Jean N. Destrehan
Jean N. Destrehan (New Orleans, 1759. december 12. – Destrehan, 1823. október 9.) az Amerikai Egyesült Államok szenátora (Louisiana, 1812).